# Mia Presley
Mia Presley, née le 29 décembre 1982 à Los Angeles en Californie, est une actrice américaine de films pornographiques spécialisée dans les scènes lesbiennes.

## Biographie
Nicole Marie Yates est née le 29 décembre 1982 à Los Angeles;sa famille est d'origine brésilienne et hongroise.
Mia Presley a travaillé pour des studios tels que New Sensations, Penthouse, Sweetheart Video, Zero Tolerance (en).

## Filmographie sélective
Le nom du film est suivi du nom de ses partenaires lors des scènes pornographiques.
- 2007 : Barely Legal 72 avec Paige Love
- 2008 : Girls Kissing Girls 1 avec Samantha Ryan
- 2009 : Supermodel Slumber Party avec Brandi Edwards et Nikki Rhodes
- 2009 : Molly's Life 1 avec Molly Cavalli et Lana Lopez
- 2009 : Lesbian Adventures: Lingerie Dreams  avec Savannah James
- 2009 : Life on Top (série télévisée)
- 2010 : We Live Together.com 10 avec Lana Lopez, et 4 filles
- 2010 : Molly's Life 7 avec Molly Cavalli et Lana Lopez
- 2010 : Lesbians Fantasies 2 avec Rita Lovely
- 2010 : Girls Kissing Girls 4 avec Kristina Rose
- 2010 : Girls Kissing Girls 6 avec Sara Stone
- 2012 : Toying With Your Emotions avec Lana Lopez
- 2012 : Girls Licking Girls avec Angelina Valentine
- 2013 : Strap Attack avec Evie Delatosso
- 2013 : Girl Squad avec une fille

## Récompenses et nominations
- 2009 AVN Award nominee – Best All-Girl Couples Sex Scene – Girls Kissing Girls
- 2010 AVN Award nominee – Best All-Girl Three-Way Sex Scene – Supermodel Slumber Party (Mia Presley, Nikki Rhodes)